# САО Романија
САО Романија-Бирач (Српска аутономна област Романија-Бирач) је била аутономна област у СР БиХ. Постојала је од 1991. до 1992, када је постала део Републике Српске Администрација САО Романије, касније САО Романије-Бирач се налазила на Палама.

## Историја
Српска аутономна област Романија формирана је 9. новембра 1991. Реорганизацијом Српских аутономних области 21. новембра спаја се са Српском аутономном области Бирач и тада настаје Српска аутонмна област Романија-Бирач, која 9. јануара 1992. године улази у састав Српске Републике Босне и Херцеговине.
- Српске аутономне области у Босни и Херцеговини (септембар 1991)
- Српске аутономне области у Босни и Херцеговини (новембар 1991)

## Географија
| Основни подаци о општинама САО Романије |                  |                |                 |
| Име општине                             | Сједиште општине | Површина (km2) | Број стан.1991. |
| Општина Пале                            | Пале             | 491,93         | 16.355          |
| Општина Соколац                         | Соколац          | 722,53         | 14.883          |
| Општина Шековићи                        | Шековићи         | 218,79         | 9.629           |
| Општина Власеница                       | Власеница        | 234            | 17.904          |
| Општина Милићи                          | Милићи           | 285            | 16.038          |
| Општина Олово                           | Олово (град)     | 408            | 16.956          |
| Општина Хан Пијесак                     | Хан Пијесак      | 335,8          | 6.348           |

Географски региони на којима се пружала САО Романија-Бирач су планине Романија и Јахорина, те Гласиначко поље и регион Бирач.

## Национални састав
| Националност       | 1991.  |
| Срби               | 51.735 |
| Муслимани          | 43.152 |
| Хрвати             | 846    |
| Југословени        | 1.301  |
| остали и непознато | 1.079  |
| Укупно             | 98.113 |